# 诺曼·佩蒂
诺曼·佩蒂（Norman Petty，1927年5月25日—1984年8月15日）是一位美国音乐人、音乐制作人、出版商、无线电台所有者。他被视作早期摇滚乐的一大先驱者。他和妻子薇··安·佩蒂（Vi Ann Petty）组建了乐队“诺曼·佩蒂三重奏”（the Norman Petty Trio），他的妻子担当歌手。1984年8月，佩蒂因白血病去世。  他的妻子于1992年3月去世。